# 千頭清臣

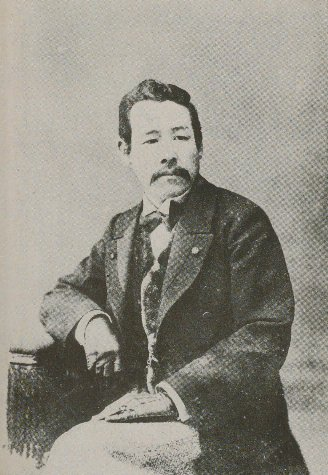
千頭清臣

千頭 清臣（ちかみ きよおみ、1856年12月5日（安政3年11月8日） - 1916年（大正5年）9月9日）は、日本の教育者、内務官僚、政治家。官選県知事、貴族院議員、錦鶏間祗候。幼名・徳馬。

## 経歴
土佐藩士・千頭清雄の二男として生まれる。1880年、東京大学文学部を卒業。1881年7月、東京大学予備門教諭に就任。1886年、イギリスに留学。帰国後、第一高等中学校教諭となり、さらに、鹿児島高等中学造士館教授、高知県尋常中学校長、第二高等学校教授を歴任。
1896年8月、内務省に転じ、内務書記官兼内務省参事官に就任。1897年11月、栃木県知事（「栃木県知事一覧」参照）に就任。以後、宮城県・新潟県・鹿児島県の各知事を歴任。1907年12月、鹿児島県知事を辞し、同年12月10日、貴族院勅選議員に任じられ、死去するまで在任した。1911年10月14日、錦鶏間祗候を仰せ付けられた。墓所は青山霊園(1ロ25-2)

## 栄典
位階
- 1891年（明治24年）12月21日 - 従六位[3]
- 1896年（明治29年）9月21日 - 正六位[4]
- 1897年（明治30年）11月30日 - 正五位[5]
- 1902年（明治35年）12月20日 - 従四位[6]

勲章
- 1903年（明治36年）12月26日 - 勲三等瑞宝章[7]
- 1906年（明治39年）4月1日 - 勲二等旭日重光章[8]

外国勲章佩用允許
- 1906年（明治39年）4月28日 - イギリス帝国：ロイヤル・ヴィクトリア勲章コマンダー[9]

## 著作
- 『論理学』金港堂、1893年。
- 『論理学要義』金港堂書籍、1913年。
- 『坂本竜馬』博文館、1914年。
- 『那翁大帝』博文館、1917年。